# Csincse megállóhely
Csincse megállóhely egy Borsod-Abaúj-Zemplén vármegyei vasútállomás, Csincse településen, a helyi önkormányzat üzemeltetésében.

## Vasútvonalak
Az állomást az alábbi vasútvonalak érintik:
- Budapest–Sátoraljaújhely-vasútvonal

## Kapcsolódó állomások
A vasútállomáshoz az alábbi állomások vannak a legközelebb:
- Mezőkeresztes-Mezőnyárád vasútállomás (Budapest–Sátoraljaújhely-vasútvonal)
- Emőd vasútállomás (Budapest–Sátoraljaújhely-vasútvonal)

## Forgalom
| Járat        | Útvonal | Gyakoriság          |
| ------------ | --- | ------------------- |
| személyvonat | Füzesabony – Szihalom – Mezőkövesd – Mezőkövesd felső – Mezőkeresztes-Mezőnyárád – Csincse – Emőd – Nyékládháza – Miskolc-Tiszai | 1-2 óránként        |
| személyvonat | Budapest-Keleti – (Pécel → Isaszeg →) Gödöllő (← Máriabesnyő ← Bag) – Aszód – Tura – Hatvan – Vámosgyörk – Adács (← Karácsond ← Ludas) – Nagyút – Kál-Kápolna – Füzesabony – Szihalom – Mezőkövesd – Mezőkövesd felső – Mezőkeresztes-Mezőnyárád – Csincse – Emőd – Nyékládháza – Miskolc-Tiszai                                            | Napi 1 pár          |
| személyvonat | Hatvan → Vámosgyörk → Adács → Karácsond → Ludas → Nagyút → Kál-Kápolna → Füzesabony → Szihalom → Mezőkövesd → Mezőkövesd felső → Mezőkeresztes-Mezőnyárád → Csincse → Emőd → Nyékládháza → Miskolc-Tiszai | Napi 1 Miskolc felé |
| személyvonat | Füzesabony – Szihalom – Mezőkövesd – Mezőkövesd felső – Mezőkeresztes-Mezőnyárád – Csincse – Emőd – Nyékládháza – Miskolc-Tiszai – Felsőzsolca – Hernádnémeti-Bőcs – Tiszalúc – Taktaharkány – Taktaszada – Szerencs – Mezőzombor – Bodrogkeresztúr – Szegi – Erdőbénye – Olaszliszka-Tolcsva – Bodrogolaszi – Sárospatak – Sátoraljaújhely | 2 óránként          |
| személyvonat | Miskolc-Tiszai → Nyékládháza → Emőd → Csincse → Mezőkeresztes-Mezőnyárád → Mezőkövesd felső → Mezőkövesd → Szihalom → Füzesabony → Kál-Kápolna → Vámosgyörk → Hatvan | Napi 1 Hatvan felé  |

## Megközelítése
A megállóhely a község lakott területének északi részén található, néhány lépésre a vasútvonal és a Vatta–Mezőkeresztes közti 3306-os út keresztezésétől; külön kiszolgáló útja nincs is.